# 台湾马鞍树
台湾马鞍树（学名：Maackia taiwanensis），又名岛槐，为豆科马鞍树属下的一个种。

## 扩展阅读
- 維基物種上的相關：台湾马鞍树

1. ↑  Lu, S.Y. & Pan, F.J. . The IUCN Red List of Threatened Species. 1998, 1998: e.T37823A10079413. doi:10.2305/IUCN.UK.1998.RLTS.T37823A10079413.en .